# Cari Read
Pour les articles homonymes, voir Read.
Cari Read, née le 4 septembre 1970 à Edmonton, est une pratiquante de natation synchronisée canadienne.

## Carrière
Lors des Jeux olympiques de 1996 à Atlanta, Cari Read remporte la médaille d'argent olympique par équipes avec Sylvie Fréchette, Karen Clark, Janice Bremner, Karen Fonteyne, Christine Larsen, Erin Woodley, Lisa Alexander, Valérie Hould-Marchand et Kasia Kulesza,.